# 愛がなくちゃ、ネッ!
「愛がなくちゃ、ネッ!」（あいがなくちゃ、ねっ）は、1989年1月21日にリリースされた、渡辺美奈代の11枚目のシングル。CBSソニーより発売された。

## 解説
- 「抱いてあげる」から続いてきた滋田美佳世による最後の作詞となっている。
- 「♪愛がなくちゃね」という歌詞が曲中、17回繰り返し登場する。
- B面の「キッスの蕾」は、漢字が似ているためか、本人の周辺では「キッスのカミナリ(雷)」と誤読する人が続出したようで、ファンクラブ会報の中で「雷(カミナリ)じゃなくて、蕾(つぼみ)だよ」と訂正を行っていた。[1]

## 収録曲
1. 愛がなくちゃ、ネッ!（3:48）
  - 作詞: 滋田美佳世／作曲: 鈴木慶一、渚十吾／編曲: 鈴木さえ子
2. キッスの蕾（3:13）
  - 作詞: 覚和歌子／作曲: 鈴木慶一、渚十吾／編曲: 鈴木慶一

## 収録作品
CD
- KISS! KISS! KISS! -MINAYO WATANABE BEST-
- 渡辺美奈代ベスト・コレクション
- GOLDEN☆BEST 渡辺美奈代 SINGLES
- 渡辺美奈代 30th Anniversary Complete Singles Collection Disc 2 M-5/M-6
- 結成30周年記念CD-BOX シングルレコード復刻ニャンニャン Disc 116 ※オリジナカラオケ含む
- おニャン子クラブ(結成30周年記念) シングルレコード復刻ニャンニャン［通常盤］8 Disc 1 M-11/M-12